# فردروپول
فردروپول (به لهستانی:  Fredropol) یک روستا در لهستان است که در گمینا فردروپول واقع شده‌است.
 فردروپول  ۶۰۰ نفر جمعیت دارد.